# アスプロモンテ
座標: 北緯38度12分00秒 東経15度58分00秒 / 北緯38.2度 東経15.9667度
アスプロモンテ (Aspromonte) は、イタリア南部カラブリア州にある山塊。東はイオニア海、西はティレニア海、北はペトラーチェ川とプラティとカレーリの夏季急流河川に囲まれている。

## 地勢
最高地点は太古代の岩石（片麻岩と雲母片岩）で出来たなだらかな形状のモンタルト山 (Montalto, 1,956 m) である。ほぼすべての山脚は海に向かって急激に落ちていて、そのため海岸地帯は非常に狭くなっている。アスプロモンテの特徴はpianiやcampiと呼ばれる4つのレベルで知られる重なった段丘の成長である。海岸地帯は柑橘類、ブドウ、オリーブ、蔬菜園芸などが優勢で、1,000m以下ではオークとトキワガシの森林があり、1,000m以上では、カラマツ、ネブローディのモミ (abete dei Nebrodi) 、ブナが優勢である。標高1,311m にはガンバーリエのスキー逗留地があり、カラーブリアやシチーリアからの旅行客が訪れる。アスプロモンテの中心部近寄れない谷の中に（サン・ルーカというコムーネ内）ポルシのマドンナの聖域があり（分離集落Polsi内）到達困難な場所ではあるが、夏には信心深い旅行者の目的地となる崇拝場所である。山、高原、谷、滝が多数存在するため、2021年にユネスコ世界ジオパークに指定される。

## 歴史
ナポレオン3世との和解のためイタリア政府は低レベルの問題として扱いたかったと思われる「ローマ問題」を、1862年にガリバルディは3,000人の義勇兵と共にローマに到着しようとすることにより試してみた。
しかし、政府のフランスとの関係は密でウルバーノ・ラッタッツィに対しガリバルディを阻止するためにエンリーコ・チャルディーニを送るように介入してきた。衝突は1862年8月29日ガンバーリエから数キロのところで展開した。ガリバルディは部下ともに負傷し投獄され（アスプロモンテの変）、そのうち何人かは射殺された。ガリバルディは回復後、カプレーラ島の邸宅に戻ることが許可された。
サンテウフェーミア・ダスプロモンテというコムーネには英雄が傷ついた場所として彼の胸像と彼を記憶し彼が傷ついた時にもたれたという伝説に基づく木を示す記念板がある。ローマのヴィットリアーノの博物館には遺品（穴の空いたブーツと銃弾）が保存されている。